# リアエンジン・四輪駆動
自動車設計において、リアエンジン・四輪駆動配置は、内燃機関を車両の後部に置き、4つ全ての車輪を駆動する。

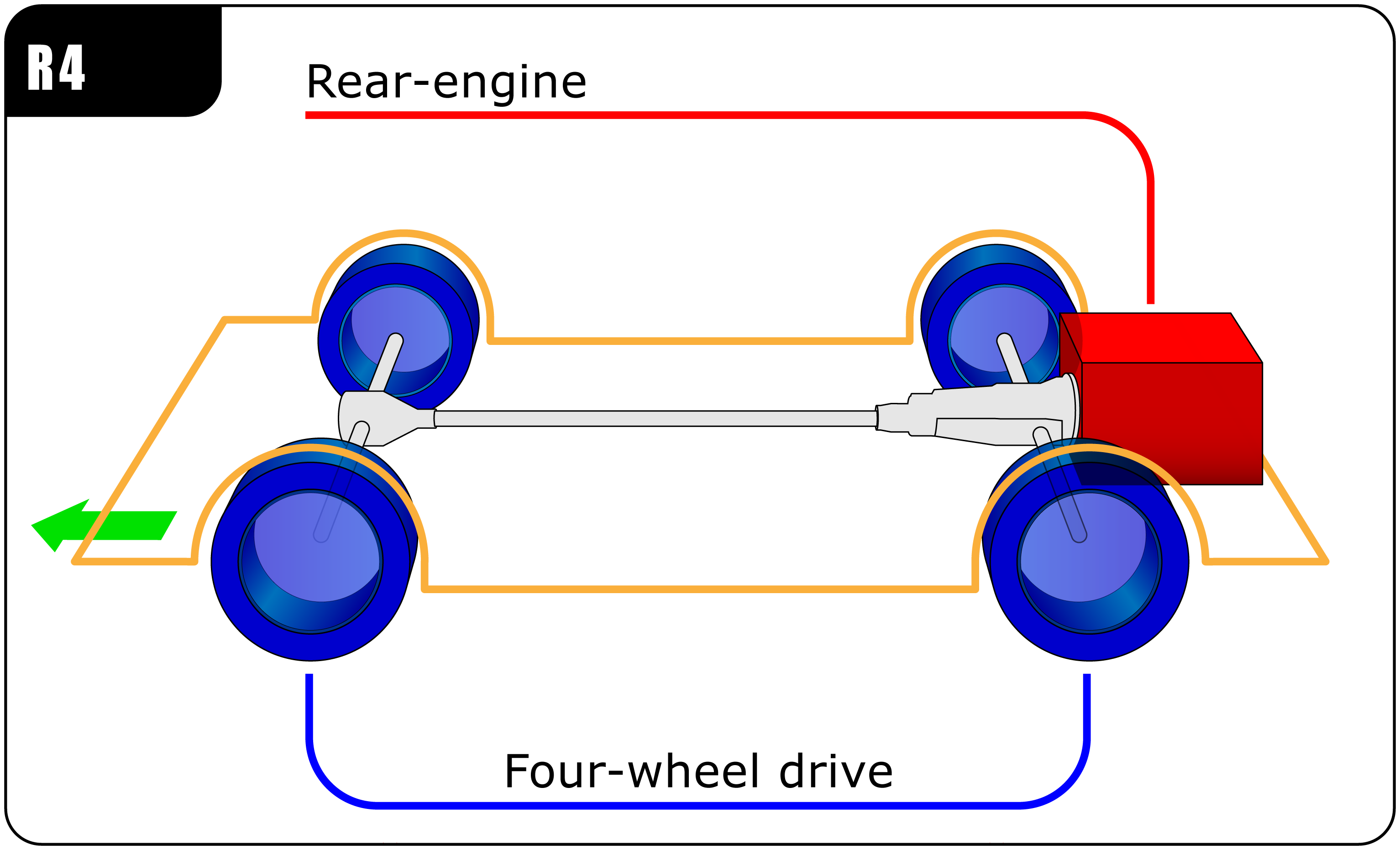
リアエンジン・四輪駆動配置。エンジンは後車軸より後方に位置する。

この配置は典型的には、リアエンジン・後輪駆動（RR）配置を使っている既存の車両設計のトラクションあるいはハンドリングを改善するために選ばれる。
リアエンジン・四輪駆動配置は非常に珍しく、少数の量産車でのみ使用されてきた。この配置を使っている特筆すべき車両が、ポルシェの高性能スポーツカーであり、959や911ターボ（1995年に993シリーズのターボ版で導入）、911カレラ4（1989年に964シリーズと共に導入）で使われている。
一部のフォルクスワーゲン・キューベルワーゲン（リアエンジンのタイプ1を基にした第二次世界大戦期ドイツの軍用車）は四輪駆動仕様で生産された（タイプ86、タイプ87、タイプ98など）。また、一部のヴァナゴン/マイクロバスには4WDのSyncro版があった。

## 例

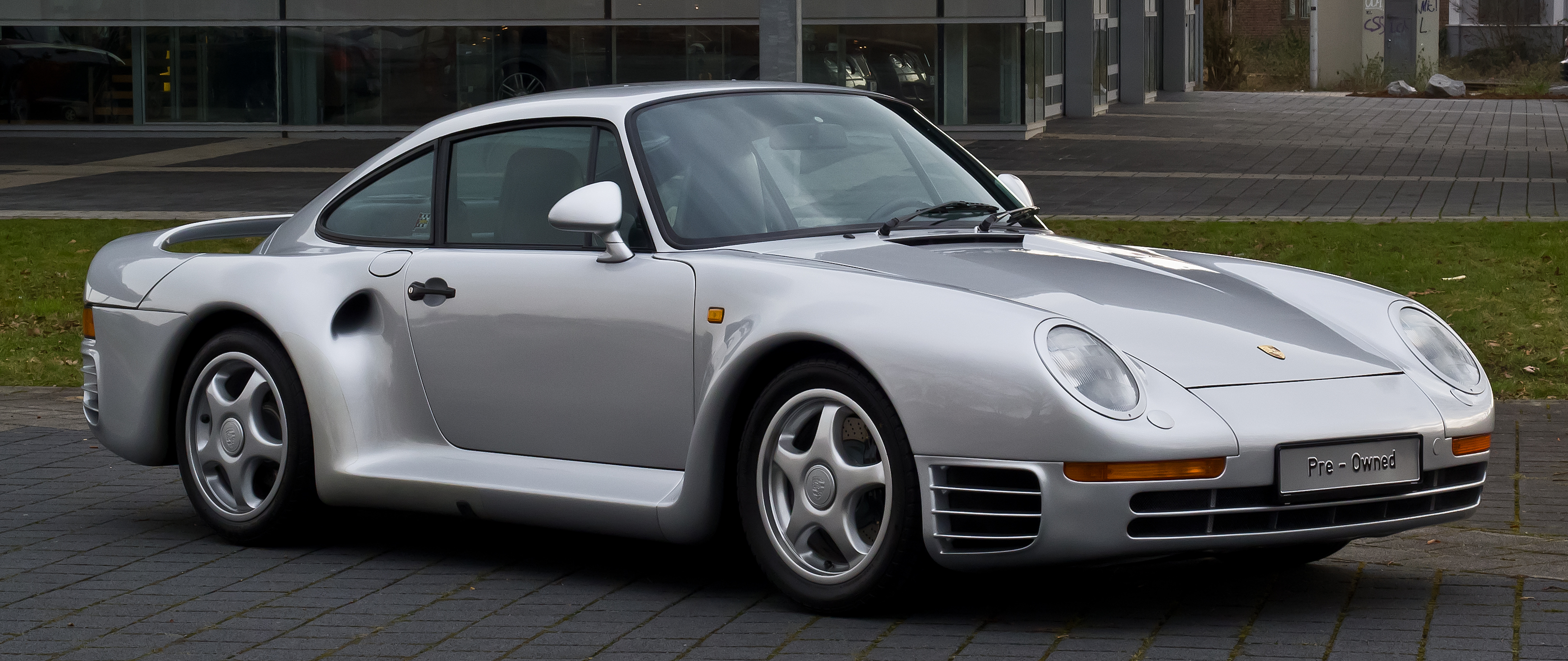
ポルシェ・959。リアエンジン・四輪駆動、最高速度317 km/hから340 km/h。
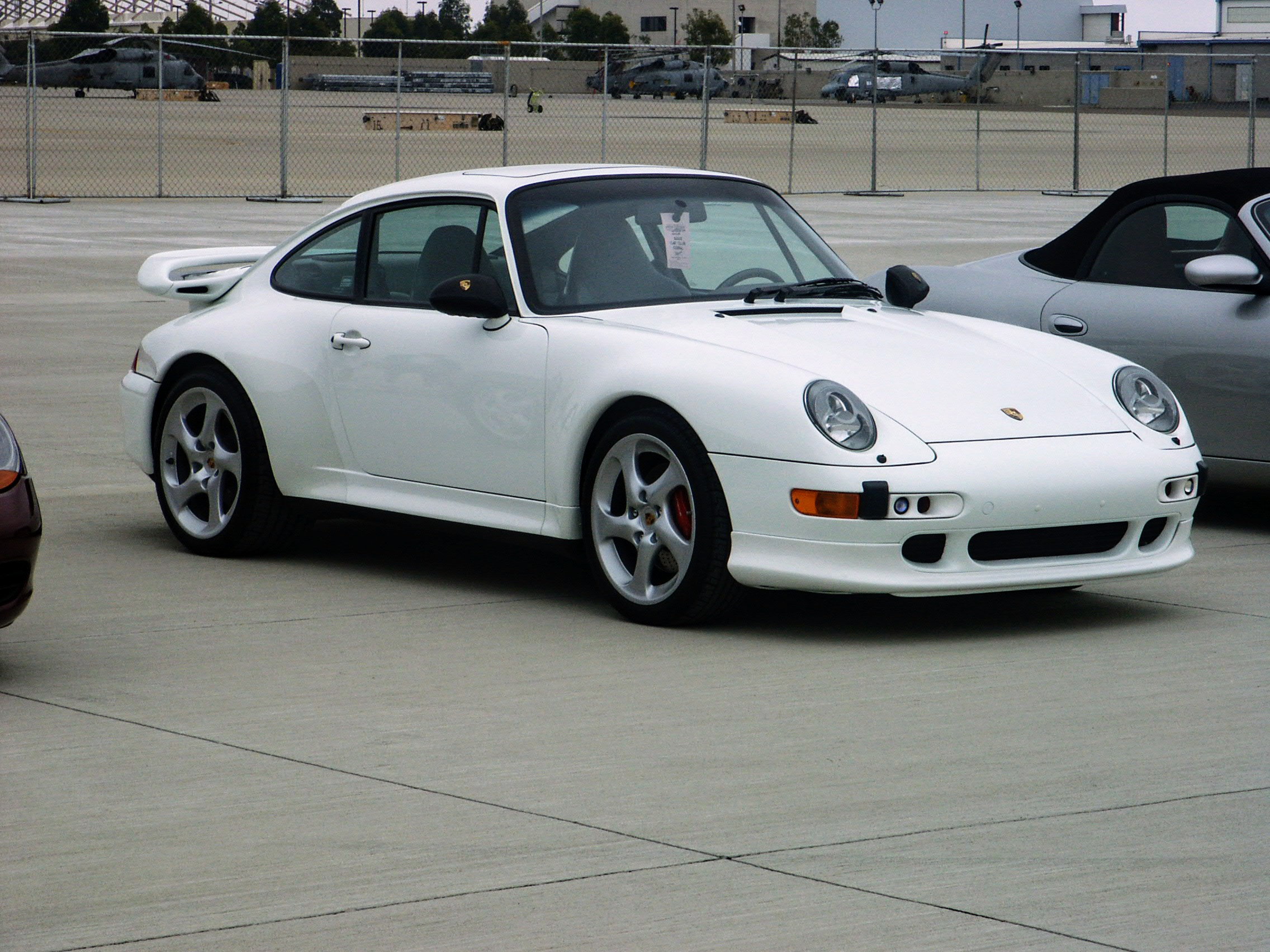
ポルシェ・993ターボ
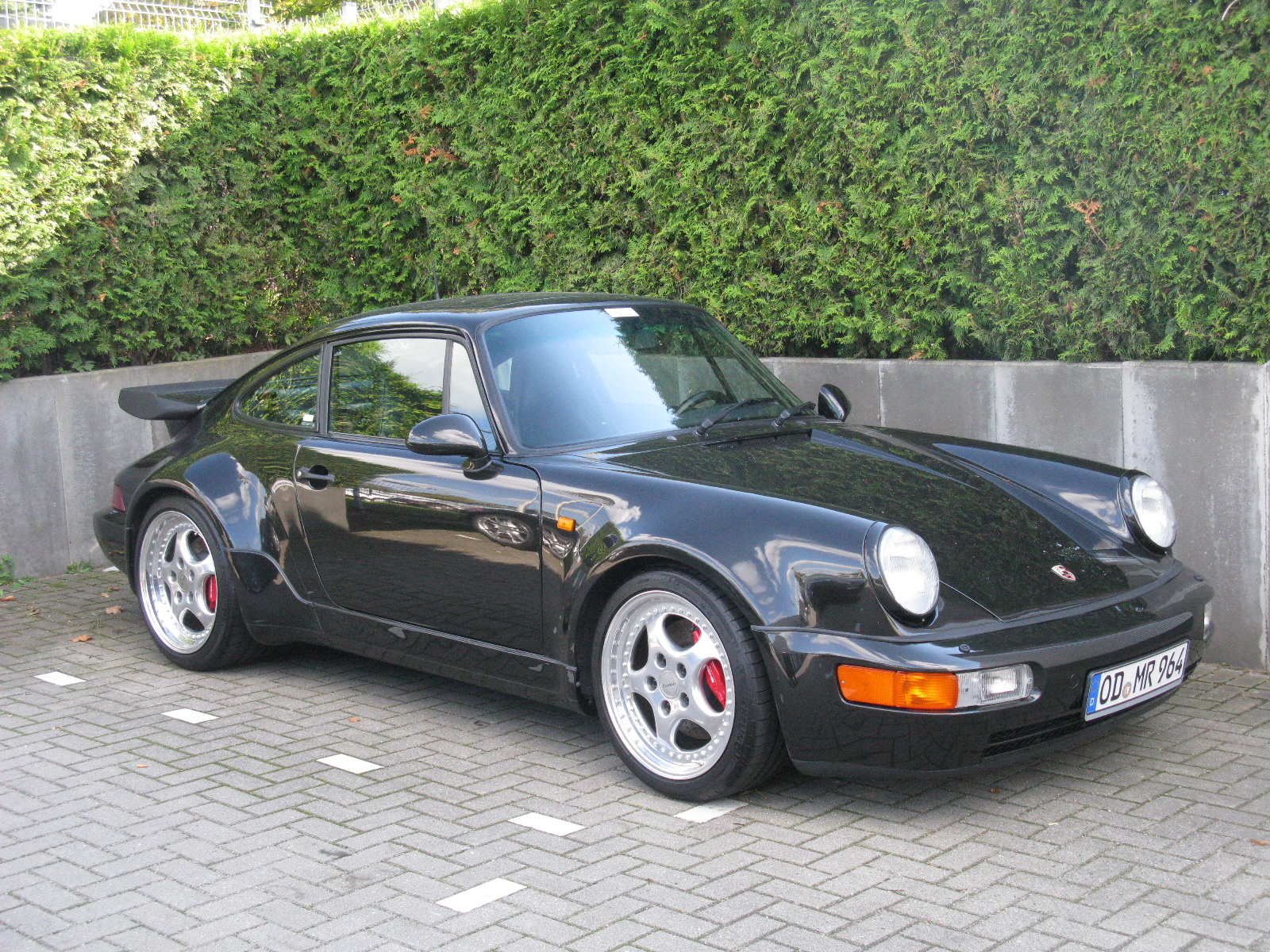
ポルシェ・964
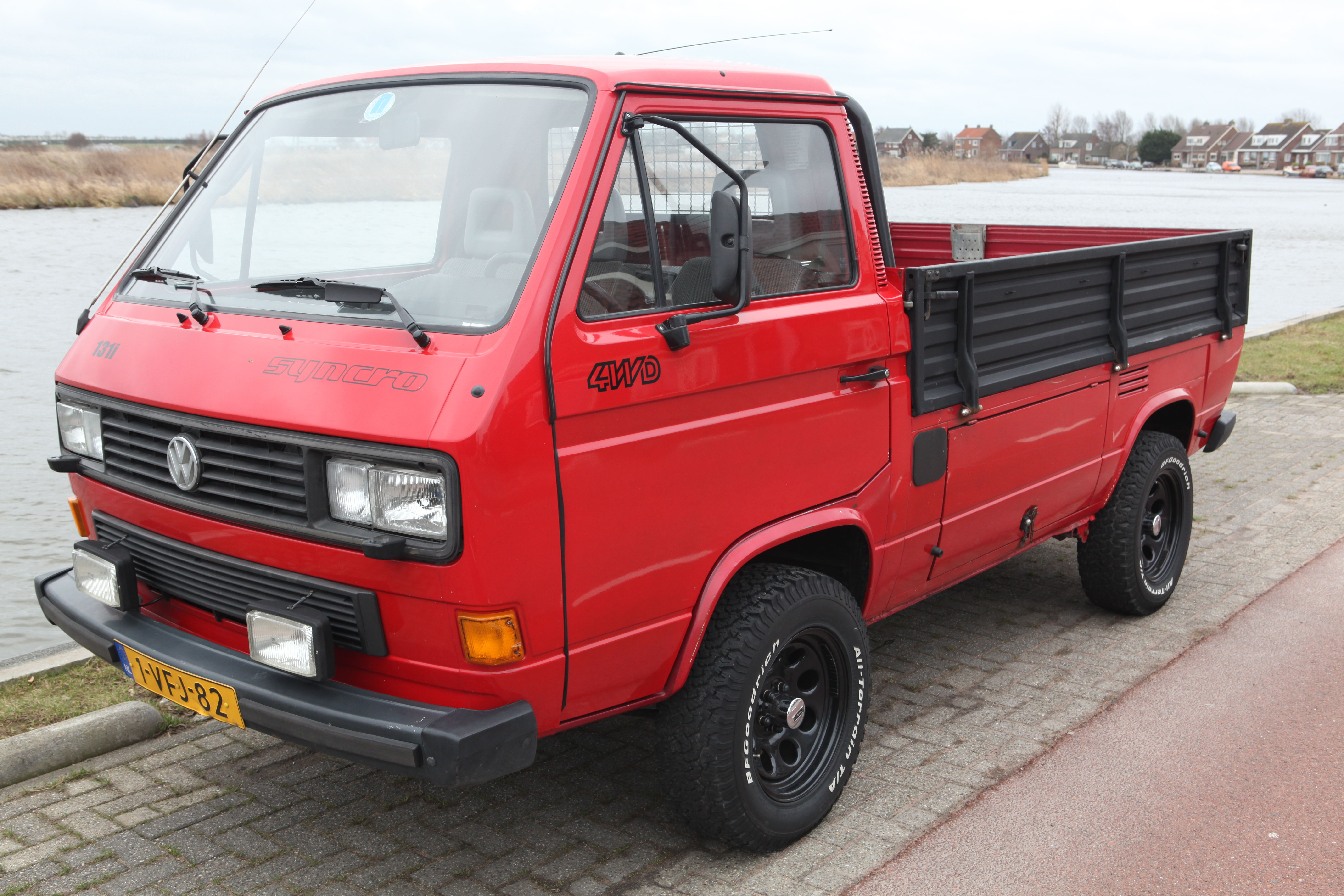
フォルクスワーゲン・トランスポルターSyncro 4WDトラック
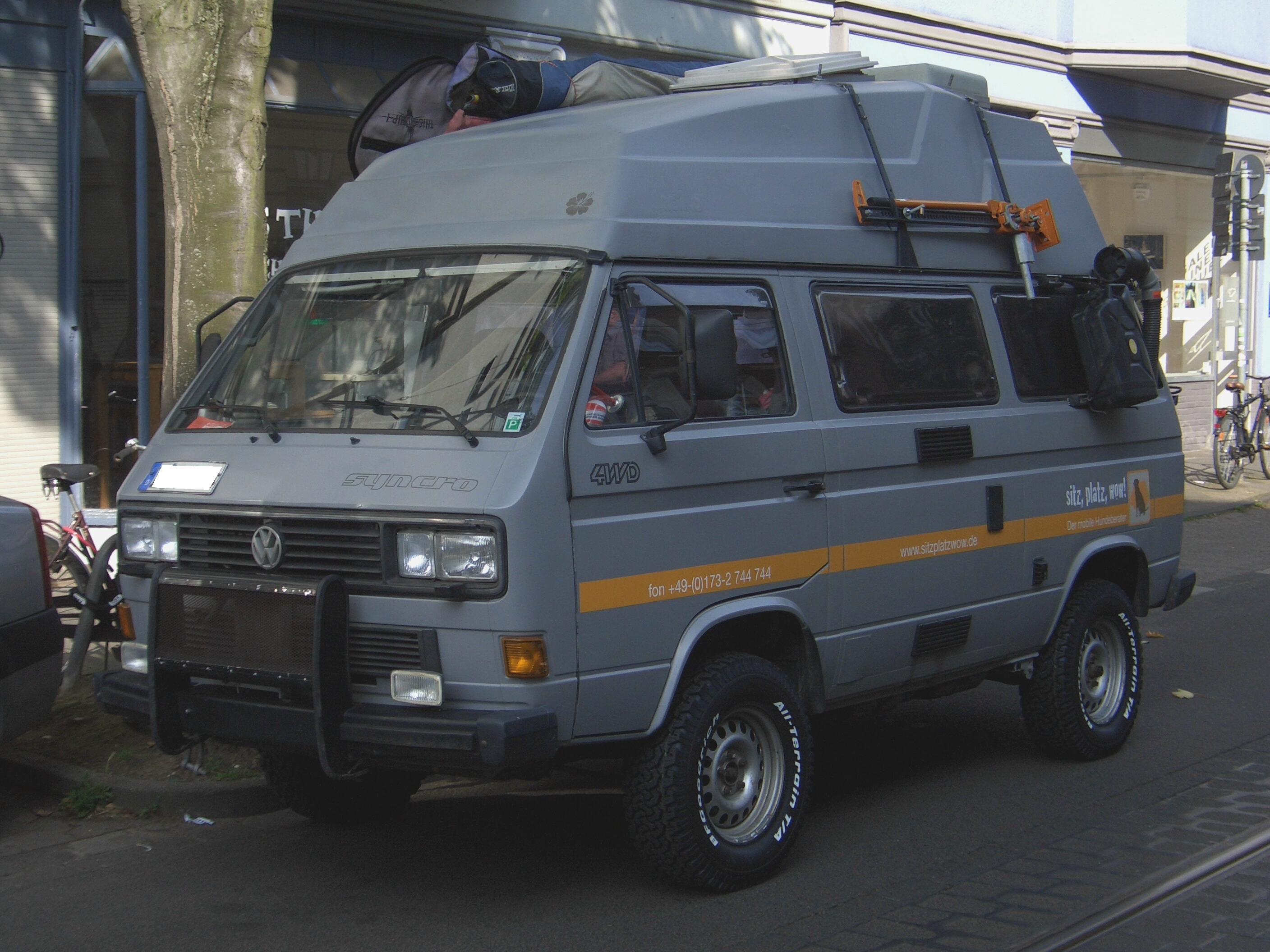
フォルクスワーゲンSyncro 4WDバン
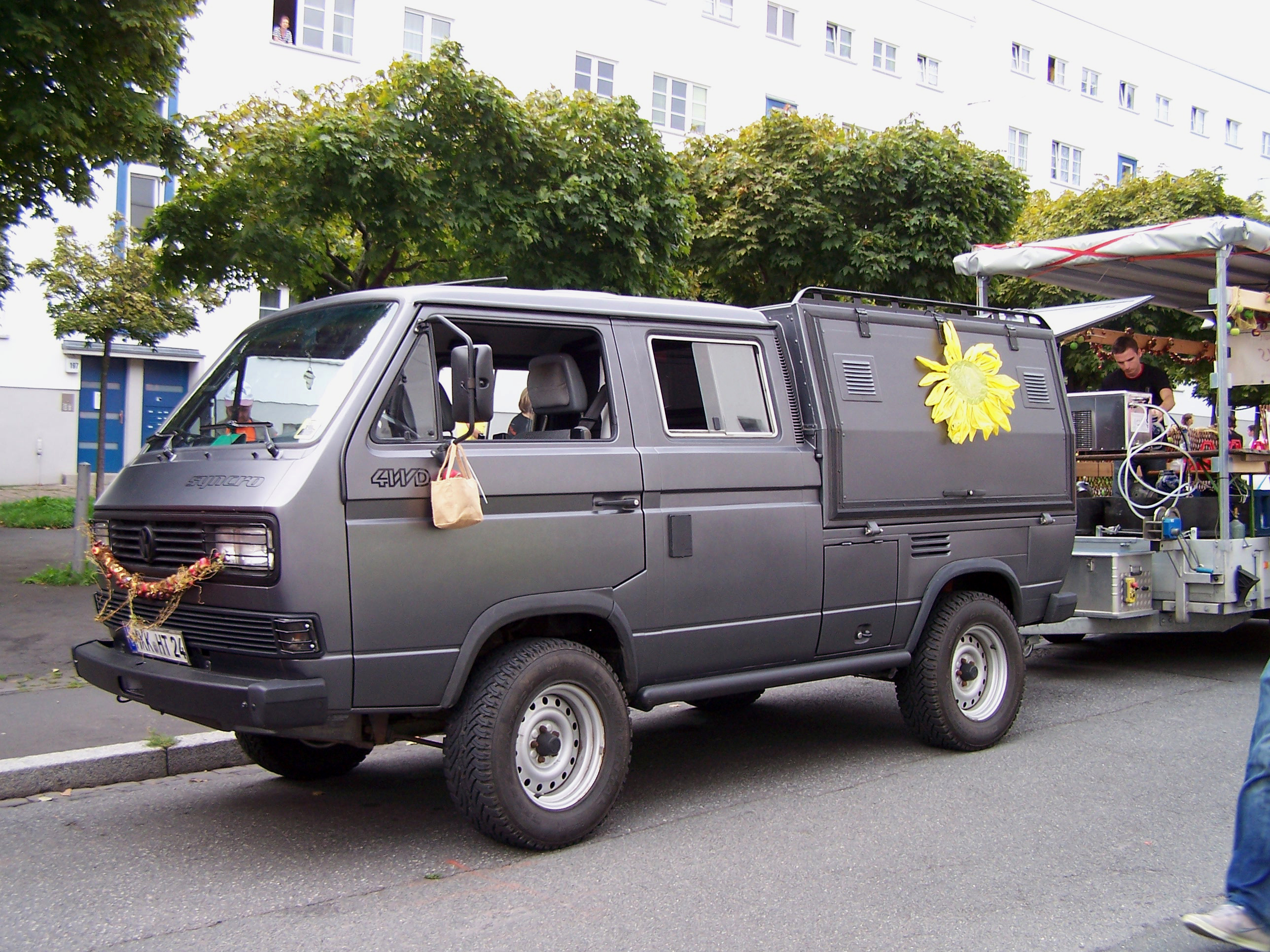
フォルクスワーゲンSyncro 4WD
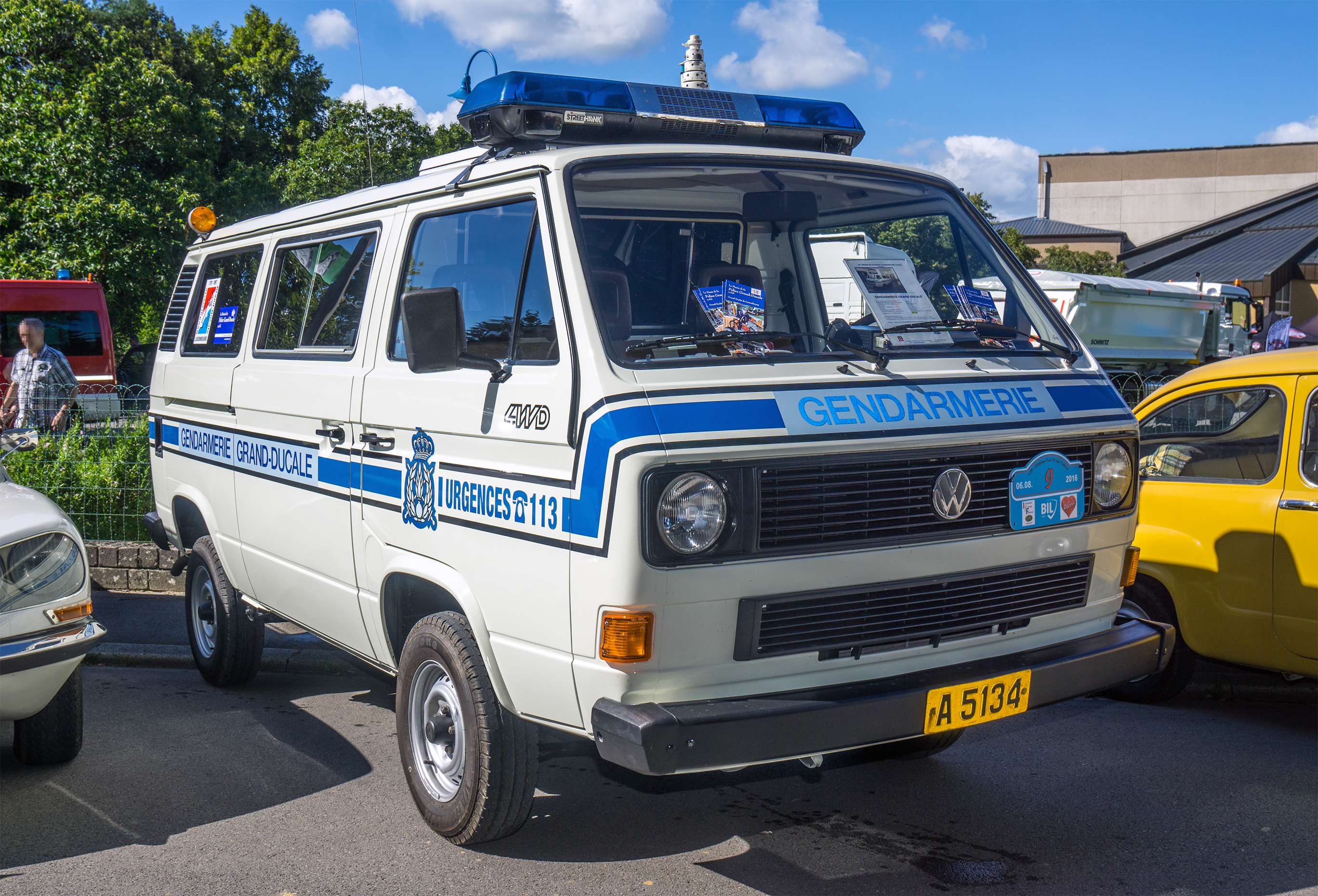
フォルクスワーゲン・トランスポルターSyncro 4WD
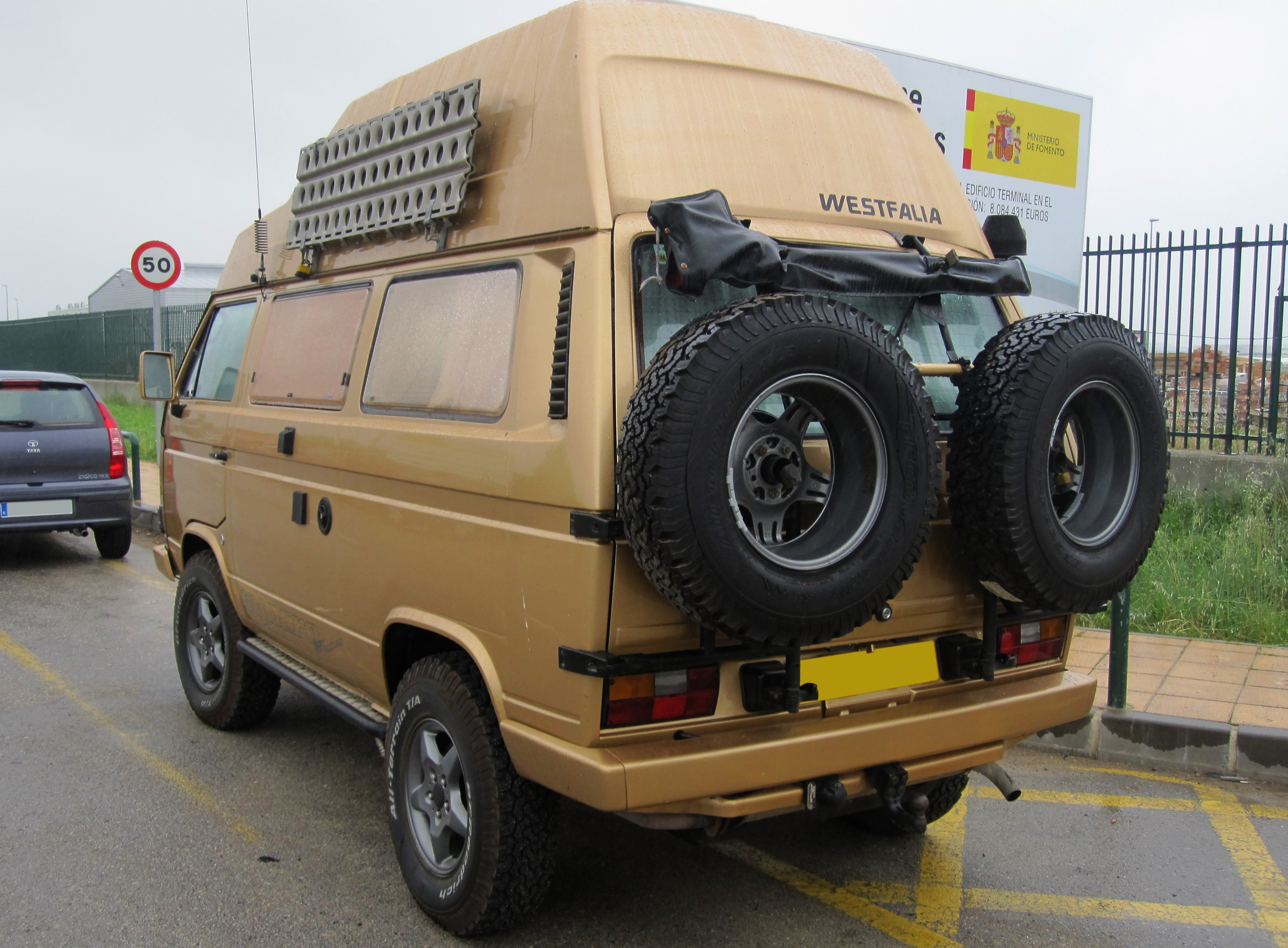
1989年式フォルクスワーゲン・カラベル・クラブ・ウエストファリアSyncro
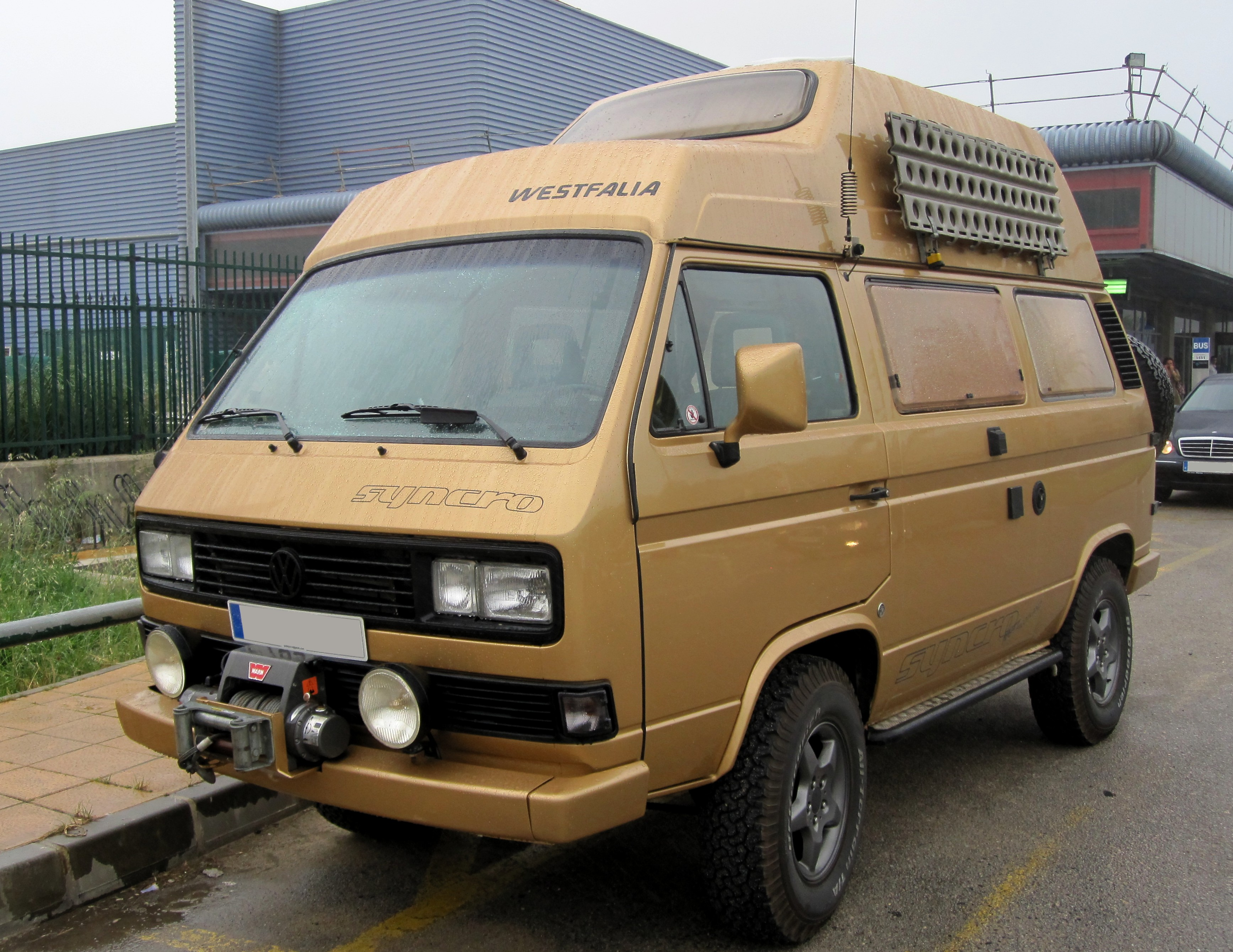
1989年式フォルクスワーゲン・カラベル・クラブ・ウエストファリアSyncro
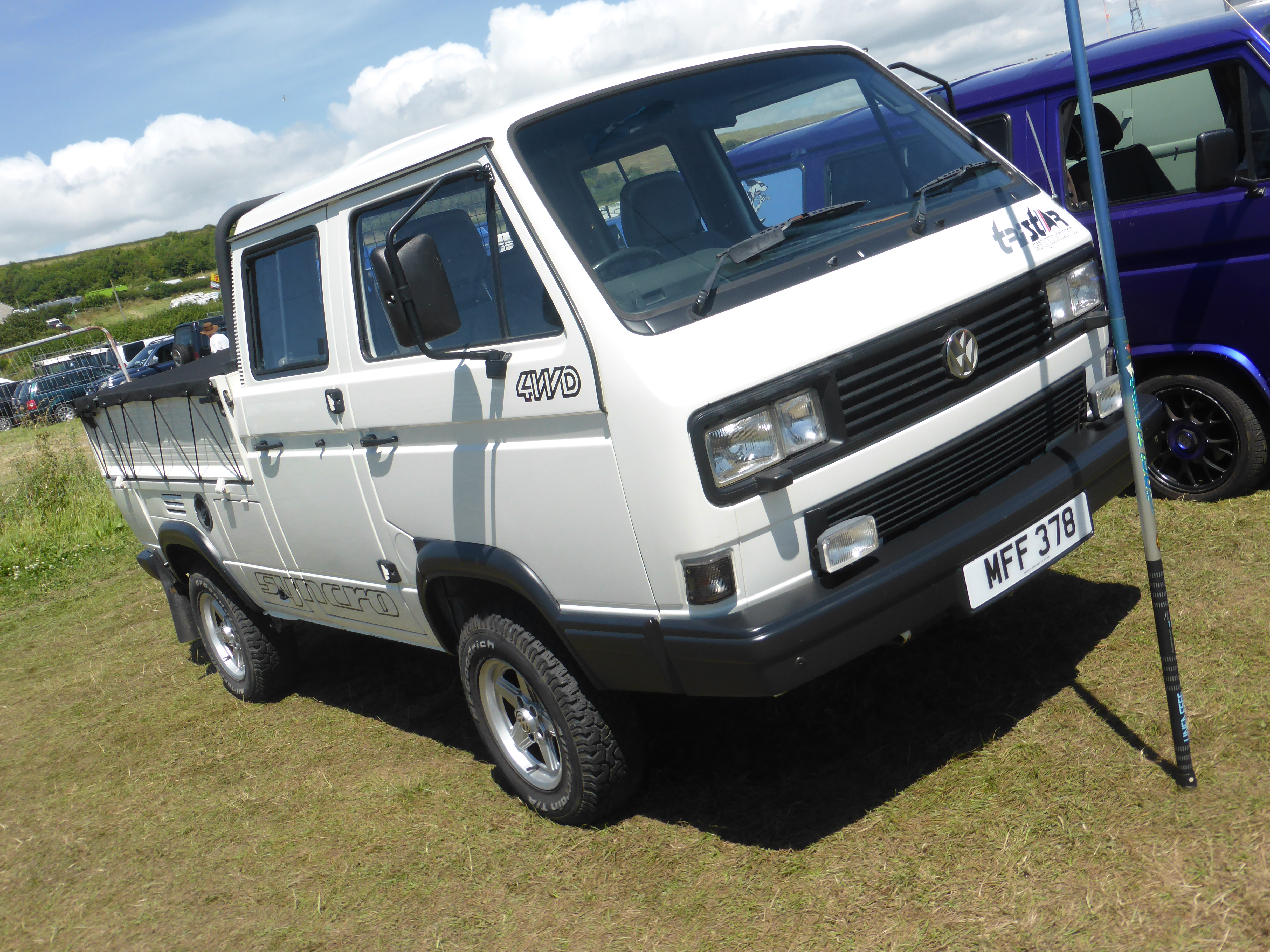
フォルクスワーゲンT3トライスターSyncro (1990)
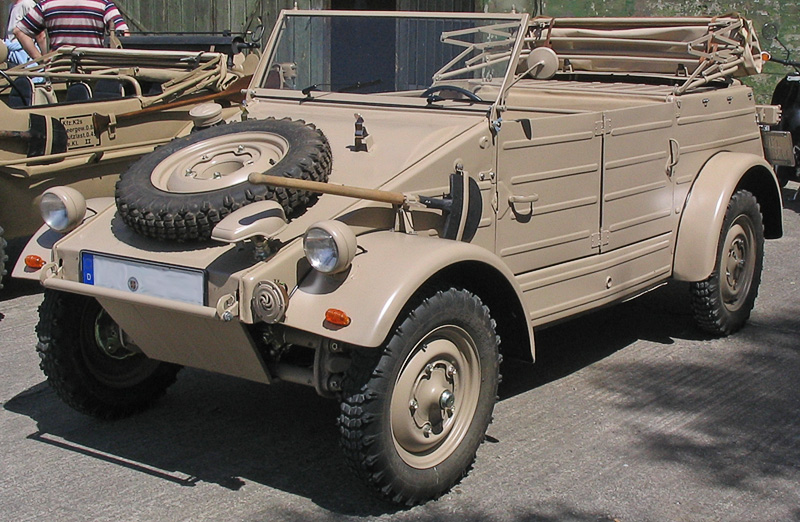
第二次大戦期のフォルクスワーゲン・キューベルワーゲン